# 女と男の観覧車
『女と男の観覧車』（おんなとおとこのかんらんしゃ、Wonder Wheel）は2017年のアメリカ合衆国のドラマ映画。監督はウディ・アレン、主演はケイト・ウィンスレットが務めた。

## あらすじ
1950年代のコニー・アイランド。ジニー・ラネルは遊園地のウェイトレスとして働いていた。ジニーの夫であるハンプティはメリー・ゴーランドの管理人であり、2人は平凡な生活を送っていた。ジニーは安定した生活に満足してはいたが、一方では、心のどこかでは平凡な日常を打破できるような刺激を求め続けていた。そんなある日、ジニーはライフガードのミッキーに出会った。彼が脚本家を目指していると知ったジニーは、あっという間に彼に魅了されてしまった。若い頃に女優を目指していたジニーは、ハリウッドでの華やかな生活に憧れており、彼と一緒になればその夢が叶うと思い込んだのである。それからというもの、ジニーはミッキーとの幸福な生活を夢見ながら日々を過ごしていた。ところが、疎遠だった義理の娘（キャロライナ）が実家に帰ってきたことで、運命の歯車が一気に狂っていく。

## キャスト
- ジニー・ラネル: ケイト・ウィンスレット - 子連れで再婚した元女優のウェイトレス。
- ミッキー・ルービン: ジャスティン・ティンバーレイク - ライフガード。
- ハンプティ・ラネル: ジム・ベルーシ - ジニーの夫。前妻を病で亡くしている。
- キャロライナ: ジュノー・テンプル - ハンプティの娘。ギャングの妻。
- リッチー・ラネル: ジャック・ゴア（英語版） - ジニーの息子。火遊びに執着。
- ジニーの誕生日パーティーの客: デビ・メイザー
- アンジェロ: トニー・シリコ - キャロライナを追うギャング。
- ニック: スティーヴ・シリッパ（英語版） - ギャング。アンジェロの相棒。
- ライアン: マックス・カセラ - ハンプティの釣り仲間。
- ジェイク: デヴィッド・クラムホルツ - ミッキーの友人。

## 製作

### キャスティング
2016年7月、ケイト・ウィンスレットに本作への出演オファーが出ていると報じられた。9月、ジム・ベルーシとジュノー・テンプルの出演が決まった。ウディ・アレンはキャスティング作業に関して「私が最初にキャスティングしたのはケイト・ウィンスレットでした。それから、熟慮の末にジュノー・テンプルという若手の女優を起用しました。」「私がジム・ベルーシをハンプティ役に起用したのは、彼が役に完璧にハマると思ったからです。」と語っている。また、ウィンスレットは「ジニーは私のキャリアの中で2番目の難役でした。ただ、今回の経験は本当に素晴らしいものでした」と語っている。
ジャスティン・ティンバーレイクの起用が決まったのは2016年7月のことであった。アレンはティンバーテイクに関して「私は『1950年代のライフガードを演じられる面白い男は誰か』と考えました。座りながら脳内で話し合った結果、『ジャスティン・ティンバーレイクはどうか』という閃きを得たのです。」と語っている。8月19日、トニー・シリコが本作に出演するとの報道があった。9月9日、ジャック・ゴアがキャスト入りしたと報じられた。23日、スティーヴ・シリッパの出演が決まったと報じられた。28日、マックス・カセラが本作に起用されたとの報道があった。

### 撮影
本作の主要撮影は2016年9月15日にコニーアイランドで始まった。撮影は同じブルックリン地区にあるヴィネガー・ヒルやブライトン・ビーチでも行われた。

## 公開・興行収入
2017年10月14日、本作はニューヨーク映画祭のクロージング作品として上映された。12月1日、本作はアレン監督の82歳の誕生日に全米5館で限定公開され、公開初週末に12万5570ドル（1館当たり2万5114ドル）を稼ぎ出し、週末興行収入ランキング初登場23位となった。この数字はアレン監督の前作『カフェ・ソサエティ』の数字（35万9289ドル）の半分以下であった。

## 評価
本作に対する批評家の評価は芳しいものではないが、ケイト・ウィンスレットの演技は高く評価された。映画批評集積サイトのRotten Tomatoesには160件のレビューがあり、批評家支持率は31%、平均点は10点満点で5点となっている。サイト側による批評家の見解の要約は「『女と男の観覧車』は魅力的な時代設定にチャーミングなキャストを集めた作品であるが、まとまりに欠ける作品であり、俳優たちの力を以てしても、作品に生命を十分に吹き込めなかった。」となっている。また、Metacriticには38件のレビューがあり、加重平均値は45/100となっている。
なお、ウィンスレットは本作の演技で第21回ハリウッド映画賞の主演女優賞を受賞した。

## 日本公開
本作の日本語字幕は古田由紀子が担当している。